# Loreto Fanjul
Loreto Fanjul (Caborana (Aller) es una pintora asturiana.
Comienza a pintar en el taller de Eugenio Tamayo y   después de  trabajar  con varios pintores asturianos, completa su formación con estudios académicos de grabado en la Escuela de Artes y Oficios Artísticos de Oviedo y  en Zaragoza.
Es profesora de Dibujo durante 16 años en el Colegio École y paralelamente en el Taller de Pintura y Grabado de Loreto Fanjul, en el que imparte clases a niños y adultos interesados en desarrollar su creatividad a través de las distintas técnicas artísticas.
En la década de los 80, fundó el GRUPO AYALA junto a otras pintoras asturianas.
Sus obras cuelgan en la Biblioteca Nacional (Madrid), Ayuntamiento de Aller, Instituto “Príncipe de Asturias” (Moreda), Caja de Ahorros municipal de Vigo, Banco de Fomento (Oviedo), BBVA (Oviedo), Caja de Ahorros de Asturias,  Iglesia de Ntra. Sra.  de las Nieves (Caborana), Fundación Caixa de Pensiones (Tárrega), Colegio de Médicos (Barcelona),……… y, en numerosísimas colecciones particulares.

## Exposiciones
- 1979 Sala de exposiciones del Banco de Fomento. Oviedo.
- 1979 Caja de Ahorros de Asturias. Gijón.
- 1980 Casino de Mieres.
- 1981 Asociación de Artistas. La Coruña.
- 1982 Sala Nogal. Oviedo.
- 1983 Caja de Ahorros de Vigo.
- 1984 Agrupación social Canal de Isabel II. Madrid.
- 1984 Sala Polivalente Salesas. Oviedo.
- 1985 Sala de arte del Banco de Bilbao. Oviedo.
- 1987 Exposición itinerante  Caja de Ahorros de Asturias: Gijón, Mieres, La Felguera, Avilés y Oviedo.
- 1988 IV Jornadas Culturales I.B.  Príncipe de Asturias. Moreda.
- 1990 Colegio de Médicos. Barcelona.
- 1990 Fundación Caixa de Pensiones . Tárrega (Lérida).
- 1990 Centro Asturiano. Barcelona.
- 1996 Banco Bilbao - Vizcaya. Oviedo.
- 2004.- Auditorio Príncipe Felipe. Oviedo.